# M98 (天体)
座標:  12h 13m 48.292s, +14° 54′ 01.69″
M98（NGC 4192）はかみのけ座にある渦巻銀河である。

## 概要
藤井旭は「6番星の西約40'ですから場所はわかりやすいのですが、淡く6.5cm25倍ではよく注意しないとわかりにくいことがあります。目をそばだてたり、視野のあちこちを見るようにします。8cmでは中心が明るいのがわかります。細長いのでカメラで写すと、中心が明るく長くのびた姿が目をひきます」としている。口径10cmの望遠鏡で好条件で球状星団のように見えることが多い。口径15cmになると左右に伸びた形を確認することができる。口径20cmでその腕が暗黒の中で拡散している様子（ハロー）が分かってくる。

## 観測史
1781年3月15日、ピエール・メシャンによって発見された。M98、M99、M100はメシャンによって同時に発見されている。
メシャンは「星のない星雲。極端に微か」とした。1783年、ウィリアム・ハーシェルは「大きくよく広がった、きれいな星雲。位置はシャルル・メシエのいうM98に相当してはいるが、この方の記載では全体をよくみていないようである。微かな光が1/4°ばかりのびているのに注意していない。中心部には数個の星があるが、もっとあるようにも思われる。私の視野では星雲ははみ出る」とした。ロス卿は1850年「中心核から両方向におなじくらい腕が出て次第に微かに拡散している」とした。